# Sampir (Taliwang)
Sampir is een bestuurslaag in het regentschap Sumbawa Barat van de provincie West-Nusa Tenggara, Indonesië. Sampir telt 3755 inwoners (volkstelling 2010).